# Stevenage
Stevenage város az Egyesült Királyságban, Angliában, Hertfordshire megyében. Letchworth és Welwyn között található, az A1-es főút mentén. Lakosainak száma 84 651 fő. Itt született Lewis Hamilton, hétszeres F1-es világbajnok brit pilóta.
A 19. század elején mindössze egy 1430 fős falu volt, lakosainak száma a második világháború után kezdett el növekedni, amikor megalkották az 1946-os Új városok törvényt, amire a háború utáni lakáshiány késztette a brit vezetést. Ebben a törvényben Stevenage-et új városként definiálták.

## Története
Stevenage neve az óangol stiþen āc / stiōen āc / stithen ac szavakból eredhet, amiknek a jelentése 'A hely az erős tölgyfánál'. A város neve 1060 körül Stithenæce volt, 1086-ban, a Domesday Bookban Stigenace alakban jegyezték fel.
A város a Verulamiumból Baldockba vezető római út mentén fekszik, a háború utáni és későbbi építkezéseknél több római kori emlék, köztük sok pénzérme került elő. A rómaiak után a szászok telepedtek meg. A Domesday Book szerint a terület tulajdonosa a Westminsteri apát lett. 1281-ben vásártartási jogot kapott. A St Nicholas-templom legrégebb részei a 12. századból valók, majd az 1500-as években kibővítették. 1558-ban Thomas Allyene iskolát (grammar school) létesített, mely egészen 1989-ig eredeti formájában működött. Ekkor profilját bővítette, de továbbra is iskolaként működik.
1857-ben a vasút elérte a várost, de ennek ellenére csak lassan fejlődött. Ez idő tájt építették második templomukat. 1946-ban, a Londont övező "új városok" sorában Stevenage lett az első. A helyi lakosok tiltakozásukat fejezték ki a terv ellen, hatástalanul. A város központjának kiépítését 1959-re fejezték be. A város történetét a Stevenage Museum mutatja be, mely a St George Church (Szent György-templom) kriptájában található.

## Testvérvárosok
- Ingelheim,  Németország
- Kadoma,  Zimbabwe
- Autun,  Franciaország
- Simkent,  Kazahsztán

## Fordítás
Ez a szócikk részben vagy egészben  a   Stevenage című angol Wikipédia-szócikk ezen változatának fordításán alapul.  Az eredeti cikk szerkesztőit annak laptörténete sorolja fel. Ez a jelzés csupán a megfogalmazás eredetét és a szerzői jogokat jelzi, nem szolgál a cikkben szereplő információk forrásmegjelöléseként.